# Kasteel Verschaffelt
Het Kasteel Verschaffelt (ook: Kasteel van Moortsele) is een kasteel in de tot de Oost-Vlaamse gemeente Oosterzele behorende plaats Moortsele, gelegen aan Kasteelstraat 3-7 en 10.

## Geschiedenis
Het kasteel werd gebouwd in 1869 in opdracht van Ambroise Verschaffelt naar ontwerp van architect Théophile Bureau.

## Gebouw
Het is een kasteel op rechthoekige plattegrond in neoclassicistische en neo Lodewijk XVI-stijl. De voorgevel heeft een portiek met terras, uitgevoerd als een metalen constructie.
Daarnaast is er een voormalige personeelswoning en een dienstgebouw uit dezelfde tijd als de bouw van het kasteel. Voorts is er een koetshuis met paardenstal.
Het park werd aangelegd naar ontwerp van Edouard Pynaert. Er is een vijver en een ijskelder.